# FC Mina El Limón
El FC Mina El Limón es un club de la Mina el Limón en el municipio de Larreynaga, León. Actualmente juega en la Segunda División de Nicaragua. Fue fundado en el 2011 para darle oportunidad a los jóvenes de la comunidad y áreas aledañas.

## Historia
En el año 2011 se funda el Club Mina F.C con apoya de la empresa Triton Minera de la compañía B2GOLD reclutando a jóvenes deportistas de la comunidad. El club participa en un torneo eliminatoria para poder clasificarse al tercera división del fútbol Nicaragüense de la temporada 2011-2012, el club logra clasificar por primera vez a la tercera división ubicandoce en el grupo A de la Tercera División de Fútbol Nicaragüense, se logra la contratación de futbolistas que militaron en divisiones inferiores del C.D Walter Ferreti y otros y se conforma un plantel sólido logrando clasificar a las semifinales de la tercera división después de quedar segundos del grupo A con 10 puntos, 5 por debajo del primer lugar de grupo A Brumas Jinotega con 15 puntos. En la etapa semifinal se enfrentan al equipo San Francisco en partidos de ida y vuelta el 3 de julio de 2011 empatan como locales 1-1 en el Campo de Mina el Limón y el 10 de julio de 2011 pierden 3-1 como visitantes en San Francisco Libre. El Club del municipio de Mina el Limón logró destarcarse como la revelación del torneo apertura de Tercera División de Nicaragua 2011, en los siguientes años el club perdió el apoyo económico de la compañía B2Gold y no continua disputando partidos a nivel nacional.
A finales del 2016 Mina F.C recibe el apoyo de la Dictadura del Frente Sandinista de Liberación Nacional por medio de la Alcaldía municipal de Larreynaga el club conforma un nuevo equipo con jóvenes de la comunidad y zonas aledañas. Después de algunos partidos de fogueos  logra nuevamente clasificarse a Tercera División del Fútbol Nicaragüense temporada Apertura 2017, ubicándose en el grupo B y actualmente él club juega en la segunda división del fútbol Nicaragüense.